# Avant-champ à 100000 dollars

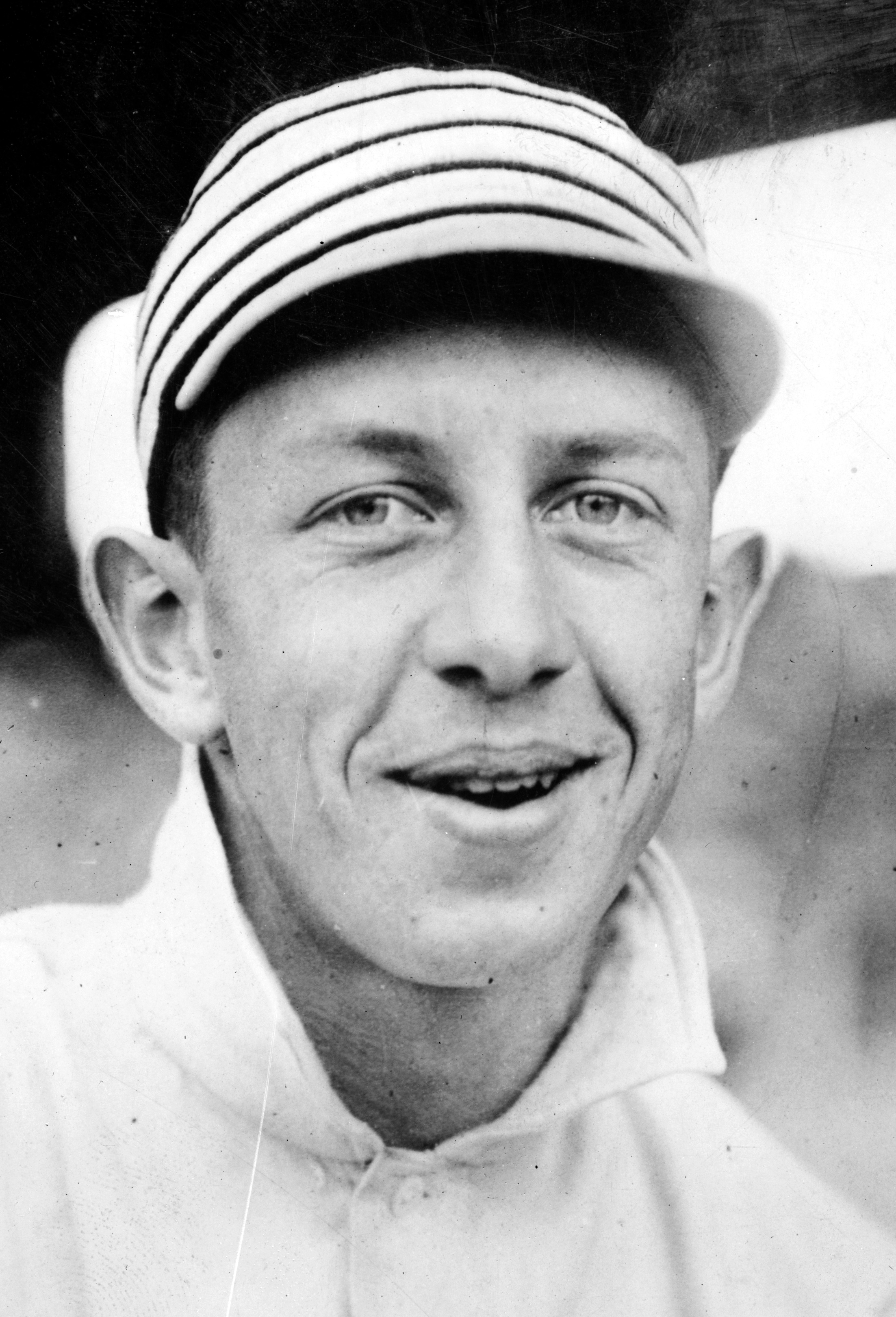
Eddie Collins, joueur de deuxième but de l'avant-champ à 100000 dollars.

L'avant-champ à 100 000 dollars est le surnom de quatre joueurs d'avant-champ (ou champ intérieur) des Athletics de Philadelphie, club des ligues majeures de baseball d'Amérique du Nord, durant leur dynastie victorieuse dans les années 1910. Le surnom désigne précisément les quatre joueurs de champ intérieur que sont le joueur de premier but Stuffy McInnis, le joueur de deuxième but Eddie Collins, l'arrêt-court Jack Barry et le joueur de troisième but Frank Baker.
L'historien du baseball et sabermétricien Bill James considère que la performance du quatuor durant la saison 1914 des ligues majeures de baseball en fait le meilleur avant-champ de toute l'histoire du baseball. Durant la présence du quatuor dans l'équipe, les Athletics remportent à quatre reprises le championnat de la Ligue américaine - en 1910, 1911, 1913 et 1914 - et trois Séries mondiales - en 1910, 1911 et 1913.

## Sources
- (en) Cet article est partiellement ou en totalité issu de l’article de Wikipédia en anglais intitulé « $100,000 infield » (voir la liste des auteurs).